# Černá řada
Černá řada (v originále Série noire) je francouzský hraný film z roku 1979, který režíroval Alain Corneau podle románu A hell of woman Jima Thompsona. Snímek měl světovou premiéru 25. dubna 1979.

## Děj
Franck Poupart přežívá díky podomnímu prodeji na předměstí Paříže. Sní o jiném životě a se svou ženou Jeanne vede depresivní život ve velkém zchátralém domě, kde vládne špína a nepořádek.
Jednoho dne se Franck při hledání dlužníka Andrease Tikidese, nezaměstnaného řeckého imigranta, objeví v domě staré ženy, která mu může poskytnout nějaké informace. Franck využije příležitosti a prodá jí župan, zatímco ta mu nabídne jako platbu pár intimních chvil s její šestnáctiletou neteří Monou. Franck ale odmítne a Mona, dojatá tímto projevem jemnosti, ho přiměje slíbit, že ji znovu navštíví.
Doma se Franck pohádá s Jeanne, která se rozhodla ho opustit. Navíc jeho šéf Staplin zjistil, že Franck zpronevěřil peníze a nechá ho zatknout. Ale další den je Franck propuštěn, protože jeho žena Staplinovi zaplatila.
Poté však zjistí, že dluh zaplatila Mona. Dívka mu prozradí, že její teta ukrývá ve svém pokoji sto tisíc franků, a prozradí mu, že má zbraň. Franck pak vymyslí plán, jak ukrást peníze, zabít Moninu tetu a oklamat vyšetřovatele. Vyhledá Tikidese a předstírá přátelství.
Příštího večera jde Franck s Tikidesem do domu staré ženy. Zatímco Tikides na něj čeká v autě, Franck zabije starou ženu, sebere zbraň a peníze. Poté zavolá Tikidese a zastřelí ho, aby to vypadalo, že ho zastřelila žena, která pak zemřela po pádu ze schodů během vloupání.
Staplin je překvapen náhlými dobrými výsledky svého zaměstnance a začíná mít podezření, odkud peníze pocházejí.
Jeanne objeví peníze a dotírá otázkami na Francka. Ten ji nakonec uškrtí. Krátce poté k němu dorazí Staplin a vydírá ho. Franck se rozhodne začít s Monou nový začátek.

## Obsazení
| Patrick Dewaere      | Franck Poupart              |
| Myriam Boyer         | Jeanne Poupart              |
| Marie Trintignantová | Mona                        |
| Bernard Blier        | Staplin                     |
| Jeanne Herviale      | teta                        |
| Andreas Katsulas     | Andréas Constantin Tikidès  |
| Charlie Farnel       | Marcel, policejní inspektor |
| Samuel Meck          | boxer                       |
| Jack Jourdan         | trenér                      |
| Fernand Coquet       | člen Hells Angels           |

## Ocenění
- César: nominace v kategoriích nejlepší herec (Patrick Dewaer), nejlepší herec ve vedlejší roli (Bernard Blier), nejlepší herečka ve vedlejší roli (Myriam Boyer), nejlepší původní scénář nebo adaptace (Georges Perec a Alain Corneau), nejlepší střih (Thierry Derocles)